# Светски куп у рагбију 13 2013.
Светски куп у рагбију тринаест 2013. био је четрнаести Светски куп у рагбију 13.
Заједнички домаћини турнира су били Француска, Ирска, Енглеска и Велс.
Рагби 13 репрезентација Аустралије је освојила титулу првака Света, пошто је у финалу, у Манчестеру, на Олд Трафорду, пред преко 74 000 навијача била боља од селекције Новог Зеланда.

## Учесници
- Рагби 13 репрезентација Сједињених Америчких Држава
- Рагби 13 репрезентација Италије
- Рагби 13 репрезентација Ирске
- Рагби 13 репрезентација Шкотске
- Рагби 13 репрезентација Француске
- Рагби 13 репрезентација Енглеске
- Рагби 13 репрезентација Велса
- Рагби 13 репрезентација Аустралије
- Рагби 13 репрезентација Новог Зеланда
- Рагби 13 репрезентација Фиџија
- Рагби 13 репрезентација Тонге
- Рагби 13 репрезентација Самое
- Рагби 13 репрезентација Папуе Нове Гвинеје
- Рагби 13 репрезентација Кукових острва

## Стадиони
- Стадион Вембли - Лондон, 90 000 места
- Стадион Олд Трафорд - Манчестер, 55 000 места
- Стадион Твикенхајм - Лондон, 75 000 места
- Стадион Рибок - Болтон, 28 000 места
- Стадион Мадејски - Рединг, 24 000 места
- Стадион Мекалпин - Хадерсфилд, 24 000 места
- Стадион Хејдингли - Лидс, 21 000 места
- Стадион Викараџ роуд - Вотфорд, 21 200 места
- Стадион Ноусли роуд - Сент хеленс, 17 500 места
- Стадион Кингсхолм - Глостер, 16 500 места
- Стадион Аутоквест - Виднес, 13 000 места
- Стадион Крејвен парк - Хал, 12 000 места
- Стадион Гејтсхед - Гејтсхед, 12 000 места
- Стадион Велдон роуд - Кестлфорд, 11 000 места
- Стадион Булевар - Хал, 10 000 места
- Стадион Дервент парк - Воркинтон, 10 000 места
- Стадион Миленијум - Кардиф, 74 000 места
- Стадион Рејскорс - Врексам, 10 000 места
- Стадион Гнол - Нет, 5 000 места
- Стадион Томонд парк - Лимерик, 25 500 места
- Стадион Жилберт Брус - Перпињан, 13 000 места
- Стадион Парк спортова - Авињон, 17 000 места
- Стадион Виндсор парк - Белфаст, 17 000 места

## Групна фаза такмичења
Група А
- Аустралија - Енглеска 28-20
- Фиџи - Ирска 32-14
- Енглеска - Ирска 42-0
- Аустралија - Фиџи 34-2
- Енглеска - Фиџи 34-12
- Аустралија - Ирска 50-0

| Табела        | ИГ | Д | Н | И | ПД  | ПП  | ПР   | Бод. |
| ------------- | -- | - | - | - | --- | --- | ---- | ---- |
| 1. Аустралија | 3  | 3 | 0 | 0 | 112 | 22  | +90  | 6    |
| 2. Енглеска   | 3  | 2 | 0 | 1 | 96  | 40  | +56  | 4    |
| 3. Фиџи       | 3  | 1 | 0 | 2 | 46  | 82  | -36  | 2    |
| 4. Ирска      | 3  | 0 | 0 | 3 | 14  | 124 | -110 | 0    |

Група Б
- Папуа Нова Гвинеја - Француска 8-9
- Нови Зеланд - Самоа 42-24
- Нови Зеланд - Француска 48-0
- Папуа Нова Гвинеја - Самоа 4-38
- Нови Зеланд - Папуа Нова Гвинеја 56-10
- Француска - Самоа 6-22

| Табела                | ИГ | Д | Н | И | ПД  | ПП  | ПР   | Бод. |
| --------------------- | -- | - | - | - | --- | --- | ---- | ---- |
| 1. Нови Зеланд        | 3  | 3 | 0 | 0 | 146 | 34  | +112 | 6    |
| 2. Самоа              | 3  | 2 | 0 | 1 | 84  | 52  | +32  | 4    |
| 3. Француска          | 3  | 1 | 0 | 2 | 15  | 78  | -63  | 2    |
| 4. Папуа Нова Гвинеја | 3  | 0 | 0 | 3 | 22  | 103 | -81  | 0    |

Група Ц
- Тонга - Шкотска 24-26
- Шкотска - Италија 30-30
- Тонга - Италија 16-0

| Табела     | ИГ | Д | Н | И | ПД | ПП | ПР  | Бод. |
| ---------- | -- | - | - | - | -- | -- | --- | ---- |
| 1. Шкотска | 2  | 1 | 1 | 0 | 78 | 62 | +16 | 3    |
| 2. Тонга   | 2  | 1 | 0 | 1 | 62 | 42 | +20 | 4    |
| 3. Италија | 2  | 0 | 1 | 1 | 62 | 62 | 0   | 2    |

Група Д
- САД - Кукова острва 32-20
- Велс - САД 16-24
- Велс - Кукова острва 24-28

| Табела           | ИГ | Д | Н | И | ПД | ПП | ПР  | Бод. |
| ---------------- | -- | - | - | - | -- | -- | --- | ---- |
| 1. САД           | 3  | 2 | 0 | 1 | 64 | 58 | +6  | 6    |
| 2. Кукова острва | 3  | 1 | 0 | 2 | 64 | 78 | -14 | 4    |
| 3. Велс          | 3  | 0 | 0 | 3 | 56 | 84 | -28 | 2    |

Међугрупне утакмице
- Велс - Италија 16-32
- Тонга - Кукова острва 22-16
- Шкотска - САД 22-8

## Завршница такмичења
Четвртфинале
- Нови Зеланд - Шкотска 40-4
- Аустралија - Сједињене Америчке Државе 62-0
- Енглеска - Француска 34-6
- Самоа - Фиџи 4-22

Полуфинале
- Нови Зеланд - Енглеска 20-18
- Аустралија - Фиџи 64-0

## Финале
Нови Зеланд - Аустралија 2-34
Стадион Олд Трафорд у Манчестеру
Гледалаца: 74 468
Играч утакмице: Џонатан Турстон, Аустралијанац 
Судија: Ричард Силвервуд, Енглез 

## Статистика рагбиста
Највише есеја - Брет Морис, Аустралијанац и Џерид Хејн, Аустралијанац 9 есеја. 
Највише поена - Шон Џонсон, Новозеланђанин 76 поена. 

## Видео снимци
Снимак финала Нови Зеланд - Аустралија
https://www.youtube.com/watch?v=muPE2vmLL1A
| Прваци Света у рагбију тринаест 2013.                   |
| ------------------------------------------------------- |
| Рагби 13 репрезентација Аустралије (10. светска титула) |